# Giovanni Battista Maneschi
Giovanni Battista Maneschi (Foligno, 10 maggio 1813 – Veroli, 15 agosto 1891) è stato un vescovo cattolico italiano.

## Biografia
Giovanni Battista Maneschi nacque il 10 maggio 1813 a Foligno. Compiuti gli studi filosofici e teologici, all'età di ventitré anni, il 19 marzo 1836, fu ordinato presbitero a Roma. Nello stesso anno, conseguì il dottorato in teologia e, nel 1840, la laurea in utroque iure all'università di Roma. Promosso canonico della cattedrale di Foligno, ricoprì l'ufficio di vicario generale, per sette anni, nella propria diocesi e, in due periodi diversi, nella diocesi di Senigallia. 
Il 14 dicembre 1868, fu nominato da papa Pio IX vescovo di Veroli; il 10 gennaio successivo, ricevette la consacrazione episcopale nella basilica di San Giovanni in Laterano, a Roma dal cardinale Carlo Luigi Morichini, co-consacranti Giuseppe Cardoni, arcivescovo titolare di Edessa di Osroene, e Henry Edward Manning, arcivescovo di Westminster. Trascorsa qualche settimana, il 2 febbraio fece il solenne ingresso nella diocesi di Veroli. 
Nel suo governo episcopale, mons. Maneschi si distinse per la magnanimità, l'integrità dei costumi e l'esimia pietà. 
Colto da paralisi, morì, dopo qualche mese di sofferenza, il 15 agosto 1891. Celebrato il rito funebre nella cattedrale, mons. Maneschi fu sepolto, 18 agosto, nella chiesetta di San Lorenzo.

## Genealogia episcopale e successione apostolica
La genealogia episcopale è:
- Cardinale Scipione Rebiba
- Cardinale Giulio Antonio Santori
- Cardinale Girolamo Bernerio, O.P.
- Arcivescovo Galeazzo Sanvitale
- Cardinale Ludovico Ludovisi
- Cardinale Luigi Caetani
- Cardinale Ulderico Carpegna
- Cardinale Paluzzo Paluzzi Altieri degli Albertoni
- Papa Benedetto XIII
- Papa Benedetto XIV
- Papa Clemente XIII
- Cardinale Marcantonio Colonna
- Cardinale Giacinto Sigismondo Gerdil, B.
- Cardinale Giulio Maria della Somaglia
- Cardinale Luigi Lambruschini, B.
- Cardinale Carlo Luigi Morichini
- Vescovo Giovanni Battista Maneschi